# بشرى فاخوري
بشرى فاخوري فنانة تشكيلية ونحاتة لبنانية بريطانية تعمل بالأساس على البرونز.
ولدت الفنانة في لبنان وهاجرت إلى بريطانيا حيث أكملت مشوارها الدراسي أين أخذت شهادة الدكتوراه في الفن من جامعة لندن.

## سيرة ذاتية

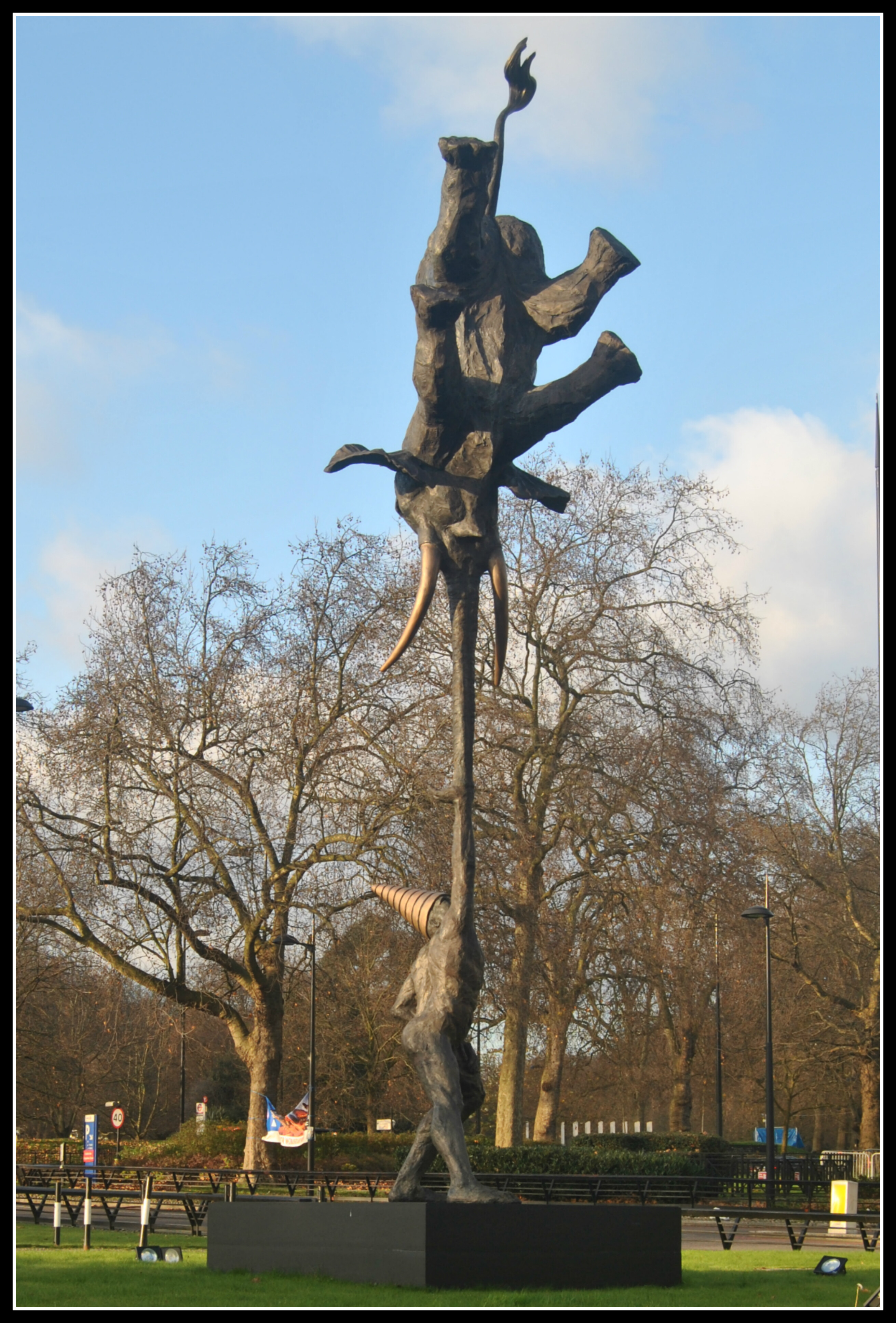
أحد إبداعات بشرى، حديقة بارك لين في لندن

ولدت فاخوري في لبنان، وهي ابنة الكيميائي بشير فاخوري. حصلت فاخوري على بكالوريوس الآداب تخصص فنون جميلة من الجامعة اللبنانية الأمريكية عام 1969 ودبلوم تدريس من الجامعة الأمريكية في بيروت عام 1973. حصلت بشرى كذلك على دبلوم في الإخراج التلفزيوني في التعليم الرسمي وغير الرسمي من قسم التربية والعلوم - المجلس الثقافي البريطاني في عام 1981. بالإضافة إلى دراستها الفنية، حصلت فاخوري على درجة الدكتوراه من معهد التربية بجامعة لندن عام 1983. تتبوأ فاخوري منصب عضو في الجمعية الملكية للنحاتين، وجمعية ساري للنحت، ونادي تشيلسي للفنون، وجمعية تشيلسي للفنون.

## إبداعاتها
وصفت فاخوري مبادئها الجمالية بأنها:
«[تُظهر] بحثًا ثابتًا عن شكل حيواني وإنساني ديناميكي - بشع، ومثير للسخرية، وعامر بالفكاهة، ولكن بثبات وحيوية. في الوقت نفسه، يتم احتواؤه جيدًا ضمن معايير الانضباط الأسلوبي»
تصف ساتشي آرت "مواردها الموضوعية" بأنها "واسعة ومتغذّية من الأساطير والخرافات والفولكلور. يتضمن المفهوم الديناميكي للشكل الفضاء، الذي لا يتم تعريفه فقط بالمواد الصلبة ولكن أيضًا من خلال المدار الضمني للحركات في الفضاء." تدأب بشرى على تصميم منحوتاتها في البداية من الجص أو الطين قبل صبها في الراتنج أو الأسمنت أو البرونز.
عُرضت مجموعة من رسومات بشرى فاخوري من بيروت للفنان ستانيسواف فرينكيل في معرض بلومزبري في آذار/مارس 1987. عُرض معرض لمنحوتات فاخوري في صالة جابلونسكي في أبريل 1987.
تم عرض تمثال دوناميس البرونزي الضخم لفاخوري جنوب بارك لين في عام 2013، وتم عرض تمثالها دانسي جويندور في ماربل آرك 2017 على التوالي كجزء من السلسلة الفنية "مدينة النحت" التابعة لمجلس مدينة وستمنستر. يصور تمثال دوناميس فيلًا يتوازن على يد أحد فناني السيرك ويصور تمثال دانسي جويندور الراقصين الشعبيين وهم يتحدون الجاذبية. تم بيع التمثالين فيما بعد بالمزاد العلني من قبل مزادات فارنون ولايك في حديقة أينون في نورثهامبتونشاير في عام 2017، مع دانسي جويندور بسعر إرشادي يبلغ 360 ألف جنيه إسترليني ودوناميس بسعر إرشادي 260 ألف جنيه إسترليني.

## روابط خارجية
- الموقع الرسمي
- أطروحة دكتوراة فاخوري في جامعة لندن عام 1983 - 'التربية الفنية في لبنان'